# 新井良亮
新井 良亮（あらい よしあき、1946年9月1日 - ）は、日本の実業家。ルミネ相談役。

## 人物
高校卒業後、国鉄に入社するも、組織に嫌気がさし働きながら夜学に通い卒業した。JR東日本経営陣の中では異色の経歴として知られる。
同社における駅ナカ商業施設の開発を手掛け、2011年6月にルミネ社長谷哲二郎の急逝をうけ、JR東日本副社長を兼務のままルミネ社長に就任。2017年6月に会長、2018年6月には取締役相談役に退く。

## 略歴
- 1946年 - 栃木県日光市（旧：足尾町）生まれ。
- 足尾高校を卒業後、1966年4月日本国有鉄道に入社。八王子機関区に勤務しながら中央大学法学部の夜間部を卒業。
- 1987年4月 - 国鉄分割民営化により東日本旅客鉄道に入社[3]。
- 1987年10月 - 同 東京圏運行本部(現：東京支社)総務部人事課長代理。
- 1993年12月 - 同 人事部人事課調査役。
- 1997年10月 - 同 東京地域本社(現：東京支社)事業部長。
- 1998年4月 - 同 東京支社事業部長。
- 2000年6月 - 同 取締役・事業創造本部担当部長。
- 2002年6月 - 同 常務・事業創造本部副本部長。
- 2009年6月 - 同 副社長・事業創造本部長[4]。
- 2011年6月 - (株)ルミネ社長谷哲二郎の急逝をうけ東日本旅客鉄道副社長を兼務のままルミネ社長に就任[5]。
- 2012年6月 - 東日本旅客鉄道副社長を退任。ルミネ社長専任[6]。
- 2017年6月 - ルミネ取締役会長に就任。社長には森本雄司JR東日本常務が就任[7]。
- 2018年6月 - ルミネ取締役相談役に退く。
- 2019年6月 - ルミネ相談役就任。
- 2019年6月 - 公益社団法人日本鉄道広告協会会長就任。
- 2020年5月 - パルグループホールディングス監査役(社外)就任。